# Francisco de la Maza (sculpteur)
Francisco de la Maza est un sculpteur espagnol originaire de Meruelo (Junta de Siete Villas) qui a travaillé à Valladolid, connu à partir de 1566, mort vers 1585.
Il a été un suiveur de Juan de Juni. Il a été le premier sculpteur originaire de Cantabrie qui s'est installé à Valladolid. Avec Esteban Jordán et Juan Bautista Beltrán, il a assuré la relève de Juan de Juni.

## Biographie
Il était marié avec Juana Hernández de Munar dont il a eu deux fils, Manuel et Diego. En 1585, sa fille Isabel est baptisée dans l'éflise paroissiale de San Andrés de Valladolid, avec pour parrain Juan de Nates.
Le 11 janvier 1566, il a passé un contrat avec don Rodrigo Manuel pour réaliser quatre statues de pierre pour le jardin de sa maison de Valladolid.
Le 7 août 1568, Juan de Anchieta lui donne un pouvoir.
En 1569, il intervient comme témoin dans le testament de Juan Bautista Beltrán.
En 1571, il est intervenu sur le retable de la Piedad de l'église paroissiale de Simancas.
Il a réalisé un Christ en Croix qui se trouve dans l'église paroissiale de Villabáñez (Valladolid) dont le contrat est signé en mars 1571 et terminé en 1572.
Entre 1577 et 1580, il a travaillé sur le Chemin du Calvaire du grand retable de l'église de Santa María de Torrelobatón
En 1578, il fait avec Andrés de Rada l'évaluation du retable de la grande chapelle (capilla  mayor) réalisé par les sculpteurs (entalladores) étrangers Claudio et Isaac (Isaac de Juni ?) et les peintres Benito Rabuyate et Simón de Isla pour le monastère de San Francisco de Valladolid.
Il passe un contrat le 4 mars 1578 pour l'exécution du tombeau avec gisant du religieux Antonio Romero terminé en 1579 et se trouvant l'église paroissiale de Traspinedo (province de Valladolid).
Il est un des sculpteurs qui sont intervenus sur le retable du maître-autel de l'église paroissiale de la Asunción de Tudela de Duero. Les autres intervenants son Manuel Álvarez et Gregorio Fernández qui l'a complété.
Le musée diocésain de Valladolid expose une Pietà qu'il a réalisée.